# Guettarda macrosperma
Guettarda macrosperma är en måreväxtart som beskrevs av John Donnell Smith. Guettarda macrosperma ingår i släktet Guettarda och familjen måreväxter. Inga underarter finns listade i Catalogue of Life.